# Lepidochrysops parsimon
Lepidochrysops parsimon är en fjärilsart som beskrevs av Fabricius 1775. Lepidochrysops parsimon ingår i släktet Lepidochrysops och familjen juvelvingar. Inga underarter finns listade i Catalogue of Life.

## Bildgalleri

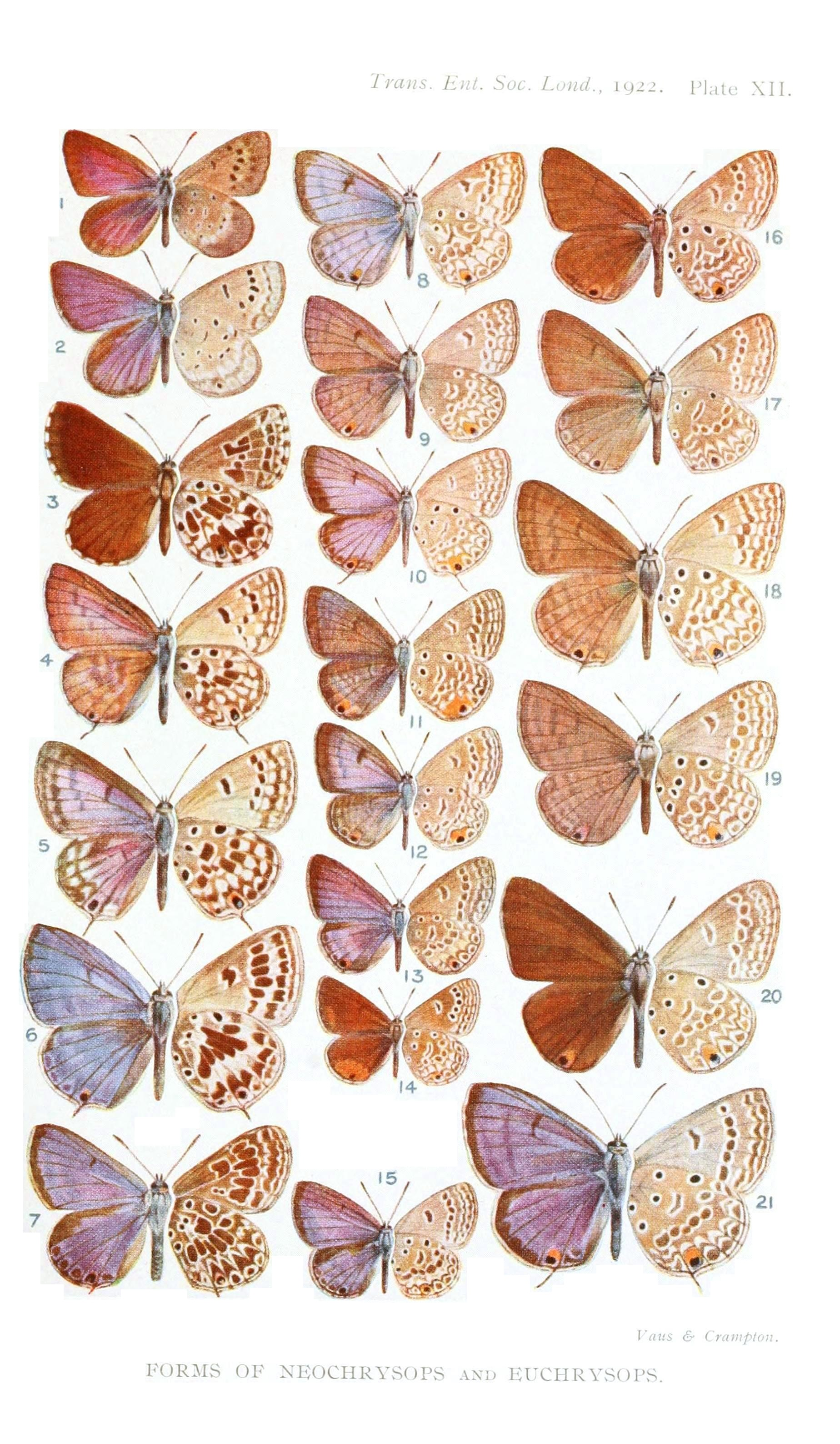